# Fernando de Jesus
Pour les articles homonymes, voir Jésus (homonymie).
Fernando de Jesus est un footballeur portugais né le 2 février 1897 à Lisbonne et mort à une date inconnue. Il évoluait au poste de milieu de terrain.

## Biographie

### En club
Il est joueur du Benfica Lisbonne durant toute sa carrière de 1917 à 1925,.
Avec Benfica, il remporte le Championnat de Lisbonne en 1919 et en 1920.

### En équipe nationale
International portugais, il reçoit deux sélections dans le cadre d'amicaux en équipe du Portugal pour un but marqué entre 1922 et 1923.
Le 17 décembre 1922, il joue contre l'Espagne (défaite 1-2 à Lisbonne). 
Le 16 décembre 1923, il joue à nouveau un match contre l'Espagne qui se solde par une défaite 0-3 à Séville.

## Palmarès
Benfica
- Championnat de Lisbonne (2) :
  - Champion : 1919 et 1920.